# 横浜市指定文化財および地域文化財一覧
横浜市指定文化財および地域文化財一覧（よこはまししていぶんかざいおよびちいきぶんかざいいちらん）は、神奈川県横浜市の指定文化財および市登録地域文化財等を一覧形式でまとめたものであるが、全てを掲載しているわけではない。また、横浜市内に存在する国指定・国登録等の文化財や、神奈川県指定等の文化財は掲載していない。

## 横浜市指定文化財

### 指定有形文化財

#### 建造物（一般建造物）
- 宝生寺本堂（灌頂堂）（ほうしょうじほんどう）〔南区1988年（昭和63年）11月1日指定
- 横浜共立学園本校舎（よこはまきょうりつがくえんほんこうしゃ）〔中区〕1988年（昭和63年）11月1日指定
- 旧横溝家住宅（きゅうよこみぞけじゅうたく）〔鶴見区〕1988年（昭和63年）11月1日指定
- 白雲邸（はくうんてい）〔中区・三渓園内〕1989年（平成元年）12月25日指定
- 御門（ごもん）〔中区・三渓園内〕1989年（平成元年）12月25日指定
- 地蔵王廟（じぞうおうびょう）〔中区〕1990年（平成2年）11月1日指定
- 横浜市イギリス館（よこはましいぎりすかん）〔中区〕1990年（平成2年）11月1日指定
- 横浜市大倉山記念館（よこはましおおくらやまきねんかん）〔港北区〕1991年（平成3年）11月1日指定
- 山田神社本殿（やまだじんじゃほんでん）〔都筑区〕1991年（平成3年）11月1日指定
- 称名寺塔頭光明院表門〔金沢区〕（しょうみょうじたっちゅうこうみょういんおもてもん）1994年（平成6年）11月1日指定
- 春日神社本殿・幣殿・拝殿（かすがじんじゃほんでん・へいでん・はいでん）〔港南区日野町〕1994年（平成6年）11月1日指定
- 飯田家住宅 （いいだけじゅうたく）〔港北区〕1994年（平成6年）11月1日指定
- 旧染井能舞台（きゅうそめいのうぶたい）（横浜能楽堂）〔中区〕1996年（平成8年）5月20日指定
- 旧長沢家住宅主屋及び馬屋（きゅうながさわけじゅうたくおもやおよびうまや）〔都筑区〕1997年（平成9年）11月4日指定
- 旧露亜銀行横浜支店（きゅうろあぎんこうよこはましてん）〔中区〕2006年（平成18年）11月1日指定
- 旧横浜生糸検査所付属倉庫事務所（きゅうよこはまきいとけんさじょふぞくそうこじむしょ）（旧帝蚕倉庫事務所）〔中区〕2007年（平成19年）11月1日指定

#### 建造物（石造建造物）
- 岩船地蔵像（いわふねじぞうぞう）〔栄区〕1992年（平成4年）11月1日指定
- 女神像地神塔（めがみぞうじしんとう）〔緑区〕1996年（平成8年）11月5日指定

#### 美術工芸品（絵画）
- 絹本著色八幡神像（けんぽんちゃくしょくはちまんしんぞう）〔金沢区・富岡八幡宮〕1988年（昭和63年）11月1日指定

#### 美術工芸品（彫刻）
- 木造毘沙門天立像（もくぞうびしゃもんてんりゅうぞう）〔磯子区・真照寺〕2008年（平成20年）11月20日指定
- 木造阿弥陀如来及び両脇侍立像（もくぞうあみだにょらい および りょうきょうじりゅうぞう）〔磯子区・真照寺〕2019年（令和元年）11月5日指定

#### 美術工芸品（工芸品）
- 木造黒漆花瓶（もくぞうくろうるしけびょう）〔南区・弘明寺〕1988年（昭和63年）11月1日指定

#### 美術工芸品（書跡・典籍）
- 栄花物語断簡（えいがものがたりだんかん）〔神奈川県立金沢文庫〕1992年（平成4年）11月2日指定

#### 美術工芸品（古文書）
- 宝生寺文書（成巻文書25通）（ほうしょうじもんじょ（せいかんもんじょ25つう））〔南区・宝生寺〕1988年（昭和63年）11月1日指定
- 證菩提寺文書（成巻文書11通）（しょうぼだいじもんじょ（せいかんもんじょ11つう））〔栄区〕1996年（平成8年）11月5日指定

#### 美術工芸品（考古資料）
- 上矢部町富士山古墳出土品一括（かみやべちょうふじさんこふんしゅつどひんいっかつ）〔戸塚区〕1991年（平成3年）11月1日指定
- 板碑（寛元銘）（いたび（かんげんめい））〔青葉区鴨志田町〕1992年（平成4年）11月1日指定　※鴨志田町の集合墓地内に所在。寛元2年（1244年）銘の板碑。

#### 美術工芸品（歴史資料）
- 誠拙和尚関係資料（せいせつおしょうかんけいしりょう）〔栄区・玉泉寺〕1991年（平成3年）11月1日指定

### 指定無形文化財
- 該当なし

### 指定記念物

#### 史跡
- 綱島古墳（つなしまこふん）〔港北区〕1989年（平成元年）12月25日指定
- 野島貝塚（のじまかいづか）〔金沢区〕1990年（平成2年）11月1日指定
- 荏子田横穴（えこだおうけつ）〔青葉区鴨志田町〕1993年（平成5年）11月1日指定
- 師岡貝塚（もろおかかいづか）〔港北区〕1994年（平成6年）11月1日指定
- 鶴見神社境内貝塚（つるみじんじゃけいだいかいづか）〔鶴見区〕2008年（平成20年）11月20日指定
- 茅ケ崎城址（ちがさきじょうし）〔都筑区〕2009年（平成21年）11月2日指定
- 元町貝塚（もとまちかいづか）〔中区〕2013年（平成25年）11月15日指定

#### 名勝
- 旧川合玉堂別邸（二松庵）庭園（きゅうかわいぎょくどうべってい にしょうあん ていえん）2016年（平成28年）11月4日指定

#### 天然記念物
- 亜深海性貝類の産状を示す野島層の露頭（あしんかいせいかいるいのさんじょうをしめすのじまそうのろとう）〔金沢区〕1994年（平成6年）11月1日指定　※横浜市立大道中学校の敷地内
- 金沢八景御伊勢山・権現山の樹叢（かなざわはっけいおいせやま・ごんげんやまのじゅそう）〔金沢区〕2007年（平成19年）11月1日指定

### 指定民俗文化財

#### 無形民俗文化財
- 蛇も蚊も（じゃもかも）〔鶴見区〕1992年（平成4年）11月1日指定
- 鶴見川流域の廻り地蔵〔港北区、緑区、都筑区〕2013年（平成25年）11月15日指定[2][3]、2014年（平成26年）11月5日保存団体の追加指定[4][5]
- 下飯田の廻り地蔵〔泉区〕2013年（平成25年）11月15日指定[2][3]

#### 有形民俗文化財
- 街頭紙芝居 附 舞台・拍子木（がいとうかみしばい つけたり ぶたい・ひょうしぎ）〔横浜市歴史博物館〕2015年（平成27年）11月13日指定、2018年（平成30年）11月5日追加指定

## 横浜市登録地域文化財

### 地域有形文化財

#### 建造物（一般建造物）
- 旧居留地91番地塀（きゅうきょりゅうちきゅうじゅういちばんちへい）〔中区〕2001年（平成13年）11月1日登録

#### 建造物（石造建造物）
- 永島亀巣之碑（ながしまきそうのひ）〔金沢区〕1989年（平成元年）12月25日登録
- 杉田八幡神社狛犬（すぎたはちまんじんじゃこまいぬ）〔磯子区〕1989年（平成元年）12月25日登録

#### 美術工芸品（絵画）
- 該当なし

#### 美術工芸品（彫刻）
- 該当なし

#### 美術工芸品（工芸品）
- 該当なし

#### 美術工芸品（書跡・典籍）
- 該当なし

#### 美術工芸品（古文書）
- 該当なし

#### 美術工芸品（考古資料）
- 板碑（嘉暦四年己巳八月日)）（いたび（かりゃくよねんきしはちがっぴ））〔港南区・正應寺〕1992年（平成4年）11月1日登録 ※嘉暦4年（1329年）銘の板碑。

#### 美術工芸品（歴史資料）
- 浦島太郎伝説関係資料（うらしまたろうでんせつかんけいしりょう）〔神奈川区〕1995年（平成7年）11月1日登録
- 木村坦乎先生の碑（きむらたんこせんせいのひ）〔西区〕2015年（平成27年）11月13日登録

### 地域無形文化財
- 該当なし

### 地域記念物

#### 地域史跡
- 生麦事件碑（なまむぎじけんひ）〔鶴見区〕1988年（昭和63年）11月1日登録
- 三ツ沢貝塚（みつざわかいづか）〔神奈川区〕1988年（昭和63年）11月1日登録
- 能見堂跡（のうけんどうあと）〔金沢区〕1988年（昭和63年）11月1日登録
- 七石山横穴古墳群（しちこくやまよこあなこふんぐん）〔栄区〕1988年（昭和63年）11月1日登録
- 田谷山瑜伽洞（田谷の洞窟）（たやさんゆがどう（たやのどうくつ））〔栄区〕1990年（平成2年）11月1日登録
- 井伊掃部頭ゆかりの地（いいかもんのかみゆかりのち）〔西区〕1993年（平成5年）11月1日登録
- 吉田橋関門跡（よしだばしかんもんあと）〔中区〕1993年（平成5年）11月1日登録
- 英一番館跡（えいいちばんかんあと）〔中区〕1995年（平成7年）11月1日登録
- 山田富士（やまだふじ）〔都筑区〕1996年（平成8年）11月5日登録
- 寺尾城址（てらおじょうあと）〔鶴見区〕1997年（平成9年）11月4日登録
- 軽井沢古墳跡（かるいざわこふんあと）〔西区〕2000年（平成12年）11月6日登録
- 松ヶ崎横穴墓群（まつがさきよこあなぼぐん）〔港南区〕2015年（平成27年）11月13日登録

#### 地域名勝
- 該当なし

#### 地域天然記念物
- 該当なし

### 地域民俗文化財

#### 地域無形民俗文化財
- 鶴見の田祭り（つるみのたまつり）〔鶴見区〕2018年（平成30年）11月2日登録
- ホンチ（くも合戦）（ほんち（くもがっせん））〔横浜市域〕2019年（令和元年）11月5日登録

#### 地域有形民俗文化財
- 藤原増貤歌碑（ふじわらますのぶかひ）〔鶴見区〕1993年（平成5年）11月1日登録